# Дънфън
Дънфън (на китайски: 登封; на пинин: Dēngfēng) е град в градската префектура Джънджоу, провинция Хънан, КНР. Градът заема площ от 1220 км2 и има население от 729 332 души (2020).
Градът се намира в подножието на планината Суншан, една от най-свещените планини в Китай. Дънфън е един от най-известните духовни центрове на Китай и е дом на различни религиозни институции и известни храмове като даоисткия храм Джунюе, будисткия храм Шаолин (известен център за бойни изкуства), както и конфуцианската академия Сунян и обсерваторията Гаочън. През 2010 година части от града са включени в списъка на ЮНЕСКО за световно наследство.

## История
Прочутият манастир Шаолин, където преподават на бойни изкуства както на възрастни, така и на деца, се намира в Дънфън. Също така манастирът е известна туристическа атракция.